# ニルヴァーナ (映画)
『ニルヴァーナ』（Nirvana）は、1997年のイタリア・フランス合作のSF映画。感情を持ってしまったゲームのキャラクターのため、ゲーム・プログラマーらが巨大企業のコンピュータに侵入するサイバーパンク映画。
監督・原案・共同脚本は、『エーゲ海の天使』（1991年）で第64回アカデミー賞外国語映画賞を受賞したガブリエレ・サルヴァトレス。主演はクリストフ・ランベール。本格的なサイバーパンク・ムービーとして話題になった。
1997年1月24日にイタリアで公開され、同年5月12日に第50回カンヌ国際映画祭にて特別招待作品として上映された。日本では1998年11月7日にシネセゾン渋谷で公開された。

## ストーリー
2050年12月21日。
オコサマ・スター社の天才ゲーム・プログラマー、ジミー（クリストフ・ランベール）は新しいゲームソフト「ニルヴァーナ」がクリスマスに店頭に並ぶことになっているのに完成できずにいる。
一年前に突然失踪したリザ（エマニュエル・セニエ）の失踪の理由と彼女の消息の手がかりを最後に残されたビデオ・レターに求めるが答えがみつからないのだ。
そんな折、ニルヴァーナのキャラクター、ソロ（ディエゴ・アバタントゥオーノ）が、コンピューター・ウイルスに感染して自我に目覚めてしまう。ソロは「同じことを繰り返すのはたくさんだ、おれを解放してくれ」とジミーにプログラムの消去を懇願する。
ソロの終わりのないプログラムの中で繰り返される人生の、ぞっとするような孤独を思い、ジミーはオコサマ・スター社のホストコンピューターに侵入し、ニルヴァーナのプログラムを消去しようと思い立つ。だがそれには優れたハッカーの存在が必要だ。
かくてニルヴァーナを消去するための複雑なパズルを解く鍵と、消えたリザの足跡を追いもとめ、ジミーは旅立った。

## キャスト
| 役名             | 俳優                         | 日本語吹替 |
| ---------------- | ---------------------------- | ---------- |
| ジミー           | クリストフ・ランベール       | 宮本充     |
| ソロ             | ディエゴ・アバタントゥオーノ | 石田圭祐   |
| ジョイスティック | セルジオ・ルビーニ           | 梅津秀行   |
| ナイマ           | ステファニア・ロッカ         | 渡辺美佐   |
| リサ             | エマニュエル・セニエ         | 高橋理恵子 |
| マリア           | アマンダ・サンドレッリ       | 山像かおり |
| レッド・クロウ   | クラウディオ・ビジオ         | 石井康嗣   |
| 眼科医           | ジギオ・アルバルティー       | 坂東尚樹   |
| パラノイア売り   | アントニオ・カタニア         | 坂口賢一   |
| アビナシュ       | アビナシュ・ガネッシュ       | 星野充昭   |
| バーテンダー     | グイセッペ・メッシナ         | 速見圭     |
| 警備兵           | ローマン・パブルーチェフ     | 川島得愛   |
| 社長             | ルカ・トラッカ               | 岩田安生   |
| 精神科医         | ハルヒコ・ヤマノウチ         | 後藤哲夫   |
| モスキート       | -                            | 本田貴子   |
| ドイツ人         | -                            | 坂口候一   |